# Mel'nica
Mel'nica (in russo Мельница?) è un gruppo musicale russo di genere neo-folk rock. È stato creato nel 1999 da Natalia O'Shea (Natalia Nikolaïeva), la cantante principale nota con lo pseudonimo di Hellawes (Хелависа), e da Alexeï Sapkov (Chus). La band deriva da un precedente gruppo il cui nome era Till Eulenspiegel.

## Formazione

### Formazione attuale
- Natalia "Hellawes" O'Shea – voce
- Sergey Vishnyakov – chitarra
- Alexey "Chus" Sapkov – produttore,
- Sergey Zaslavsky – flauto,
- Alexey Orlov – violoncello,
- Alexey Kozhanov – basso elettrico,
- Dmitry Frolov – percussioni,

### Ex componenti
- Alevtina Leontyeva – voce
- Natalia Filatova – flauto
- Evgeny Chesalov – Forte (Bass),
- Inessa Klubochkina – violino,
- Natalia Kotlova - violoncello
- Alexander Leer – percussioni,
- Alexander "Grendel" Stepanov – chitarra.

## Discografia
- 2003 – Doroga sna
- 2004 – Master of the Mill
- 2005 – Pereval
- 2006 – Zov krovi
- 2009 – Dikie travy
- 2012 – Angelofrenija
- 2015 – Alchimija
- 2016 – Chimera